# Fédération suisse de gymnastique
Pour les articles homonymes, voir FSG.
La Fédération suisse de gymnastique (FSG, en allemand Schweizerischer Turnverband) est l'association faitière gouvernant la gymnastique en Suisse.

## Organisation
Fondée en 1985 par la fusion de la Société fédérale de gymnastique (fondée en 1832) et de l'Association suisse de gymnastique féminine (fondée en 1908), elle annonce 370'000 membres, ce qui en fait, selon son site web, « non seulement la plus grande association polysportive de Suisse, mais aussi la plus ancienne ».
Installée à Aarau depuis 1832, elle est responsable de la gestion des compétitions (de gymnastique artistique, de gymnastique rythmique ou de trampoline) mais également du sport de loisir (tel que l'aérobic, la gymnastique aux agrès ou les sports pour les jeunes ou les ainés).

## Les fêtes fédérales
| Edition | Année | Lieu              |  | Edition | Année | Lieu              |  | Edition | Année | Lieu             |
| ------- | ----- | ----------------- |  | ------- | ----- | ----------------- |  | ------- | ----- | ---------------- |
| 1re     | 1832  | Aarau             |  | 31e     | 1862  | Neuchâtel         |  | 61e     | 1936  | Winterthour      |
| 2e      | 1833  | Zurich            |  | 32e     | 1863  | Schaffhouse       |  | 62e     | 1947  | Berne            |
| 3e      | 1834  | Berne             |  | 33e     | 1864  | Saint-Gall        |  | 63e     | 1951  | Lausanne         |
| 4e      | 1835  | Bâle              |  | 34e     | 1865  | Le Locle          |  | 64e     | 1955  | Zurich           |
| 5e      | 1836  | Zurich            |  | 35e     | 1867  | Genève            |  | 65e     | 1959  | Bâle             |
| 6e      | 1837  | Schaffhouse       |  | 36e     | 1868  | Bellinzone        |  | 66e     | 1963  | Lucerne          |
| 7e      | 1838  | Coire             |  | 37e     | 1869  | Bienne            |  | 67e     | 1967  | Berne            |
| 8e      | 1839  | Berne             |  | 38e     | 1871  | Liestal           |  | 68e     | 1972  | Aarau            |
| 9e      | 1840  | Lucerne           |  | 39e     | 1872  | La Chaux-de-Fonds |  | 69e     | 1978  | Genève           |
| 10e     | 1841  | Bâle              |  | 40e     | 1873  | Fribourg          |  | 70e     | 1984  | Winterthour      |
| 11e     | 1842  | Zurich            |  | 41e     | 1874  | Zurich            |  | 71e     | 1991  | Lucerne          |
| 12e     | 1843  | Aarau             |  | 42e     | 1876  | Berne             |  | 72e     | 1996  | Berne            |
| 13e     | 1844  | Saint-Gall        |  | 43e     | 1878  | Saint-Gall        |  | 73e     | 2002  | Bâle-Campagne    |
| 14e     | 1845  | Coire             |  | 44e     | 1880  | Lausanne          |  | 74e     | 2007  | Frauenfeld       |
| 15e     | 1846  | Berne             |  | 45e     | 1882  | Aarau             |  | 75e     | 2013  | Bienne - Macolin |
| 16e     | 1847  | Schaffhouse       |  | 46e     | 1884  | Coire             |  | 76e     | 2019  | Aarau            |
| 17e     | 1848  | Bâle              |  | 47e     | 1886  | Bâle              |  | 77e     | 2025  | Lausanne         |
| 18e     | 1849  | Zurich            |  | 48e     | 1888  | Lucerne           |  | 78e     | 2031  | Tessin           |
| 19e     | 1850  | La Chaux-de-Fonds |  | 49e     | 1891  | Genève            |  |         |       |                  |
| 20e     | 1851  | Aarau             |  | 50e     | 1894  | Lugano            |  |         |       |                  |
| 21e     | 1852  | Genève            |  | 51e     | 1897  | Schaffhouse       |  |         |       |                  |
| 22e     | 1853  | Coire             |  | 52e     | 1900  | La Chaux-de-Fonds |  |         |       |                  |
| 23e     | 1854  | Fribourg          |  | 53e     | 1903  | Zurich            |  |         |       |                  |
| 24e     | 1855  | Lausanne          |  | 54e     | 1906  | Berne             |  |         |       |                  |
| 25e     | 1856  | Winterthour       |  | 55e     | 1909  | Lausanne          |  |         |       |                  |
| 26e     | 1857  | Aarau             |  | 56e     | 1912  | Bâle              |  |         |       |                  |
| 27e     | 1858  | Berne             |  | 57e     | 1922  | Aarau             |  |         |       |                  |
| 28e     | 1859  | Zurich            |  | 58e     | 1925  | Genève            |  |         |       |                  |
| 29e     | 1860  | Bâle              |  | 59e     | 1928  | Lucerne           |  |         |       |                  |
| 30e     | 1861  | Soleure           |  | 60e     | 1932  | Aarau             |  |         |       |                  |

## Associations cantonales et régionales
La FSG compte 26 associations régionales et cantonales
- Aargauer Turnverband
- Appenzellischer Turnverband
- Association cant. de gymn. Gym Valais-Wallis
- Association cantonale Jurassienne de gymnastique
- Association Cantonale Neuchâteloise de gymnastique
- Association cantonale vaudoise de gymnastique
- Association de gymnastique du Jura Bernois
- Association Genevoise de gymnastique
- Associazione cantonale Ticinese di ginnastica
- Fédération Fribourgeoise de gymnastique
- Glarner Turnverband
- Graubündner Turnverband
- Kantonal-Schwyzer Turnverband
- Schaffhauser Turnverband
- Solothurner Turnverband
- St. Galler Turnverband
- Thurgauer Turnverband
- Turnverband Basel-Stadt
- Turnverband Bern Mittelland
- Turnverband Bern Oberaargau-Emmental
- Turnverband Bern Seeland
- Turnverband Berner Oberland
- Turnverband Luzern, Ob- und Nidwalden
- Urner Turnverband
- Zuger Turnverband
- Zürcher Turnverband

## Sources
- « Site officiel de la FSG » (consulté le 17 novembre 2007)

- (de) Cet article est partiellement ou en totalité issu de l’article de Wikipédia en allemand intitulé « Schweizerischer Turnverband » (voir la liste des auteurs).